# Hôtel de la Caisse d'épargne de Rocroi
L'hôtel de la Caisse d'épargne est un bâtiment du début du XXe siècle situé à Rocroi, en France. Il a autrefois accueilli un établissement bancaire, pour lequel il a été construit.

## Situation et accès
L'édifice est situé au no 2 de la rue de Bourgogne, à l'angle de la rue de la Place-Verte, dans le centre-ville de Rocroi, et plus largement au nord-ouest du département des Ardennes.

## Histoire

### Concours
En été 1908, un concours pour la construction d'un hôtel de la Caisse d'épargne est ouvert à tous les architectes jusqu'au 25 juillet.
Cet édifice a été dessiné par Octave Gelin, architecte, classé premier au concours en 1908, celui-ci fut chargé de son exécution.